# 米亚克德农特龙
米亚克德农特龙（法語：Milhac-de-Nontron，法語發音：[mijak də nɔ̃tʁɔ̃]，意为“农特龙的米亚克”）是法国多尔多涅省的一个市镇，位于该省北部，属于农特龙区。

## 地理
米亚克德农特龙（45°28'3"N, 0°46'50"E）面积34.75 平方千米，位于法国新阿基坦大区多爾多涅省，该省份为法国西南部内陆省份，是法國本土面积第三大的省，大致对应佩里戈尔地区，北起顺时针与夏朗德省、上维埃纳省、科雷兹省、洛特省、洛特-加龙省、吉倫特省和滨海夏朗德省接壤。
与米亚克德农特龙接壤的市镇（或旧市镇、城区）包括：圣索-拉库西耶尔、圣马丹德弗雷桑雅、维拉尔、圣弗龙拉里维耶尔、圣帕尔杜-拉里维耶尔。

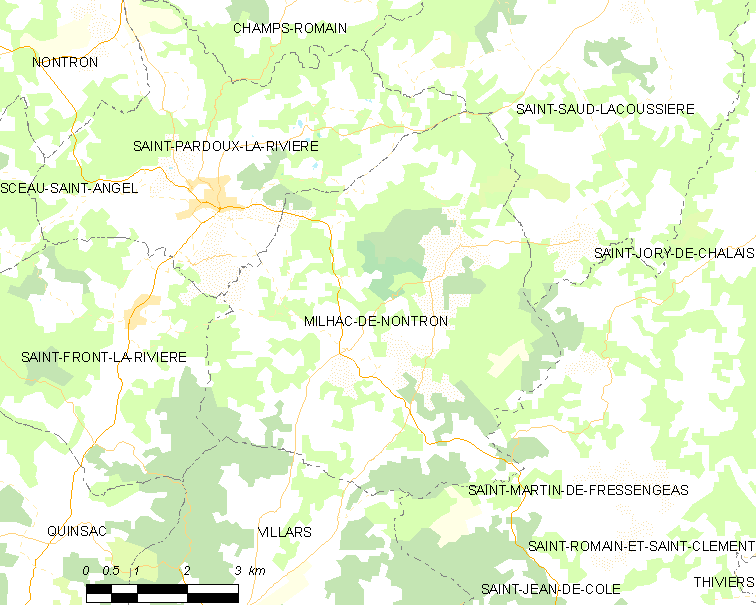
米亚克德农特龙的OSM定位图

米亚克德农特龙的时区为UTC+01:00、UTC+02:00（夏令时）。

## 行政
米亚克德农特龙的邮政编码为24470，INSEE市镇编码为24271。

## 政治
米亚克德农特龙所属的省级选区为农特龙绿色佩里戈尔县。

## 人口

1962-2008年间米亚克德农特龙人口变化图示

米亚克德农特龙于2022年1月1日时的人口数量为512人。